# 香林寺 (関市大杉)
香林寺（こうりんじ）は岐阜県関市大杉にある聖観世音菩薩を本尊とする臨済宗妙心寺派の寺院。山号は耕雲山。

## 歴史
天正11年（1583年）8月に伝芳慈賢が耕雲庵として開山した。
元文2年（1737年）に晦翁智覚が現在の寺号に改めた。
本堂の他に大師堂があり、中濃八十八ヶ所霊場の八十三番札所となっている。
昭和30年(1955年)に寺院の境内から古代瓦が発見され、発掘の結果、かつてこの地に古代寺院が存在したことが分かった。寺院跡は大杉廃寺と名付けられ関市の史跡となっている。
なお、関市西神野には同名の花木山香林寺がある。